# Sindaci di Oristano
Di seguito l'elenco cronologico dei sindaci di Oristano e delle altre figure apicali equivalenti che si sono succedute nel corso della storia.

## Regno di Sardegna (1848-1861)
| Periodo | Periodo | Primo cittadino  | Partito | Carica  | Note |
| ------- | ------- | ---------------- | ------- | ------- | ---- |
| ?       | 1852    | Giuseppe Tolu    |         | Sindaco | -    |
| 1853    | 1854    | Giuseppe Corda   |         | Sindaco | -    |
| 1855    | 1856    | Gaetano Gallisai |         | Sindaco | -    |
| 1857    | 1858    | Francesco Enna   |         | Sindaco | -    |
| 1859    | 1860    | Giacomo Sini     |         | Sindaco | -    |

## Regno d'Italia (1861-1946)
| Periodo | Periodo | Primo cittadino     | Partito                    | Carica                  | Note |
| ------- | ------- | ------------------- | -------------------------- | ----------------------- | ---- |
| ?       | 1862    | Francesco Sanna     |                            | Sindaco                 | -    |
| 1863    | 1867    | Salvatore Parpaglia |                            | Sindaco                 | -    |
| 1868    | ?       | Francesco Floris    |                            | Sindaco                 | -    |
| 1874    | 1875    | Gavino Campus       |                            | Sindaco                 | -    |
| 1876    | 1883    | Giuseppe Corrias    |                            | Sindaco                 | -    |
| 1885    | 1886    | Pietro Sircana      |                            | Sindaco                 | -    |
| 1890    | ?       | Battista Sanna      |                            | Sindaco                 | -    |
| 1899    | 1901    | Salvatore Parpaglia |                            | Sindaco                 | -    |
| 1909    | ?       | Carchero            |                            | Sindaco                 | -    |
| 1914    | 1919    | Paolo Loriga        |                            | Sindaco                 | -    |
| 1925    | 1926    | Vincenzo Murroni    |                            | Commissario prefettizio | -    |
| ?       | 1943    | Paolo Lugas         | Partito Nazionale Fascista | Podestà                 | -    |
| 1943    | 1946    | Davide Cova         | Partito Sardo d'Azione     | Sindaco                 | -    |

## Repubblica Italiana (dal 1946)
| Sindaci eletti dal Consiglio comunale (1946-1994)    | Sindaci eletti dal Consiglio comunale (1946-1994) | Sindaci eletti dal Consiglio comunale (1946-1994) | Sindaci eletti dal Consiglio comunale (1946-1994) | Sindaci eletti dal Consiglio comunale (1946-1994) | Sindaci eletti dal Consiglio comunale (1946-1994) | Sindaci eletti dal Consiglio comunale (1946-1994) | Sindaci eletti dal Consiglio comunale (1946-1994) | Sindaci eletti dal Consiglio comunale (1946-1994) |
| Nominativo                                           | Nominativo                                        | Partito                                           | Partito                                           | Partito                                           | Partito                                           | Mandato                                           | Mandato                                           | Elezione                                          |
| Nominativo                                           | Nominativo                                        | Partito                                           | Partito                                           | Partito                                           | Partito                                           | Inizio                                            | Fine                                              | Elezione                                          |
| ---------------------------------------------------- | ------------------------------------------------- | ------------------------------------------------- | ------------------------------------------------- | ------------------------------------------------- | ------------------------------------------------- | ------------------------------------------------- | ------------------------------------------------- | ------------------------------------------------- |
|                                                      | Alfredo Corrias                                   |                                                   | Democrazia Cristiana                              | Democrazia Cristiana                              | Democrazia Cristiana                              | 1946                                              | 1949                                              | Elezione 1946                                     |
|                                                      | Salvatore Annis                                   |                                                   | Democrazia Cristiana                              | Democrazia Cristiana                              | Democrazia Cristiana                              | 1949                                              | 1952                                              | Elezione 1946                                     |
|                                                      | Gino Carloni                                      |                                                   | Democrazia Cristiana                              | Democrazia Cristiana                              | Democrazia Cristiana                              | 1952                                              | 1953                                              | Elezione 1952                                     |
|                                                      | Giovanni Canalis                                  |                                                   | Democrazia Cristiana                              | Democrazia Cristiana                              | Democrazia Cristiana                              | 1953                                              | 1956                                              | Elezione 1952                                     |
| 1956                                                 | Giovanni Canalis                                  | 1960                                              | Democrazia Cristiana                              | Democrazia Cristiana                              | Democrazia Cristiana                              | Elezione 1956                                     |                                                   |                                                   |
| 1960                                                 | Giovanni Canalis                                  | 1961                                              | Democrazia Cristiana                              | Democrazia Cristiana                              | Democrazia Cristiana                              | Elezione 1960                                     |                                                   |                                                   |
|                                                      | Salvatore Manconi                                 |                                                   | Democrazia Cristiana                              | Democrazia Cristiana                              | Democrazia Cristiana                              | Elezione 1960                                     | 1961                                              | 1964                                              |
| 1964                                                 | Salvatore Manconi                                 | 1966                                              | Democrazia Cristiana                              | Democrazia Cristiana                              | Democrazia Cristiana                              | Elezione 1964                                     |                                                   |                                                   |
|                                                      | Pietro Riccio                                     |                                                   | Democrazia Cristiana                              | Democrazia Cristiana                              | Democrazia Cristiana                              | Elezione 1964                                     | 1966                                              | 1967                                              |
|                                                      | Sergio Abis                                       |                                                   | Democrazia Cristiana                              | Democrazia Cristiana                              | Democrazia Cristiana                              | Elezione 1964                                     | 20 gennaio 1968                                   | 1970                                              |
| 1970                                                 | Sergio Abis                                       | 20 gennaio 1971                                   | Democrazia Cristiana                              | Democrazia Cristiana                              | Democrazia Cristiana                              | Elezione 1970                                     |                                                   |                                                   |
|                                                      | Sandro Ladu                                       |                                                   | Democrazia Cristiana                              | Democrazia Cristiana                              | Democrazia Cristiana                              | Elezione 1970                                     | 20 gennaio 1971                                   | 27 ottobre 1972                                   |
|                                                      | Vincenzo Loy                                      |                                                   | Democrazia Cristiana                              | Democrazia Cristiana                              | Democrazia Cristiana                              | Elezione 1970                                     | 1972                                              | 1974                                              |
|                                                      | Manlio Odoni                                      |                                                   | Democrazia Cristiana                              | Democrazia Cristiana                              | Democrazia Cristiana                              | Elezione 1970                                     | 1974                                              | 1975                                              |
|                                                      | Sandro Ladu                                       |                                                   | Democrazia Cristiana                              | Democrazia Cristiana                              | Democrazia Cristiana                              | 10 settembre 1975                                 | 1980                                              | Elezione 1975                                     |
| 1980                                                 | Sandro Ladu                                       | 8 luglio 1981                                     | Democrazia Cristiana                              | Democrazia Cristiana                              | Democrazia Cristiana                              | Elezione 1980                                     |                                                   |                                                   |
|                                                      | Ignazio Manunza                                   |                                                   | Democrazia Cristiana                              | Democrazia Cristiana                              | Democrazia Cristiana                              | Elezione 1980                                     | 1981                                              | 1984                                              |
|                                                      | Lia Dettori Aiello                                |                                                   | Democrazia Cristiana                              | Democrazia Cristiana                              | Democrazia Cristiana                              | Elezione 1980                                     | settembre 1984                                    | luglio 1985                                       |
|                                                      | Giorgio Gaviano                                   |                                                   | Democrazia Cristiana                              | Democrazia Cristiana                              | Democrazia Cristiana                              | 1985                                              | 1987                                              | Elezione 1985                                     |
|                                                      | Franco Mura                                       |                                                   | Partito Socialista Italiano                       | Partito Socialista Italiano                       | Partito Socialista Italiano                       | 10 luglio 1987                                    | 5 settembre 1989                                  | Elezione 1985                                     |
|                                                      | Giorgio Gaviano                                   |                                                   | Democrazia Cristiana                              | Democrazia Cristiana                              | Democrazia Cristiana                              | 23 ottobre 1989                                   | 27 luglio 1990                                    | Elezione 1985                                     |
|                                                      | Pietro Arca                                       |                                                   | Democrazia Cristiana                              | Democrazia Cristiana                              | Democrazia Cristiana                              | 27 luglio 1990                                    | 4 ottobre 1993                                    | Elezione 1990                                     |
|                                                      | Luigi Serra (Commissario prefettizio)             | –                                                 | –                                                 | –                                                 | –                                                 | 4 dicembre 1993                                   | 1º luglio 1994                                    | –                                                 |
| Sindaci eletti direttamente dai cittadini (dal 1994) |                                                   |                                                   |                                                   |                                                   |                                                   |                                                   |                                                   |                                                   |
| Nominativo                                           | Nominativo                                        | Partito                                           | Partito                                           | Coalizione                                        | Coalizione                                        | Mandato                                           | Mandato                                           | Elezione                                          |
| Nominativo                                           | Nominativo                                        | Partito                                           | Partito                                           | Coalizione                                        | Coalizione                                        | Inizio                                            | Fine                                              | Elezione                                          |
|                                                      | Mariano Scarpa                                    |                                                   | Partito Democratico della Sinistra                |                                                   | PDS-PPI-PS                                        | 1º luglio 1994                                    | 8 giugno 1998                                     | Elezione 1994                                     |
|                                                      | Piero Ortu                                        |                                                   | Indipendente                                      |                                                   | CDR-CDU-PSd'Az-RI-SDI                             | 8 giugno 1998                                     | 30 luglio 2001                                    | Elezione 1998                                     |
|                                                      | Bruno Sbordone (Commissario prefettizio)          | –                                                 | –                                                 | –                                                 | –                                                 | 30 luglio 2001                                    | 11 giugno 2002                                    | –                                                 |
|                                                      | Antonio Barberio                                  |                                                   | Alleanza Nazionale                                |                                                   | AN-UdC-RS-PPS                                     | 11 giugno 2002                                    | 12 giugno 2007                                    | Elezione 2002                                     |
|                                                      | Angela Eugenia Nonnis                             |                                                   | Riformatori Sardi                                 |                                                   | FI-UDS-AN-RS-DC-L. civiche                        | 12 giugno 2007                                    | 2 settembre 2011                                  | Elezione 2007                                     |
|                                                      | Antonio Ghiani (Commissario prefettizio)          | –                                                 | –                                                 | –                                                 | –                                                 | 2 settembre 2011                                  | 26 giugno 2012                                    | –                                                 |
|                                                      | Guido Tendas                                      |                                                   | Partito Democratico                               |                                                   | PD-SEL-L. civiche                                 | 26 giugno 2012                                    | 26 giugno 2017                                    | Elezione 2012                                     |
|                                                      | Andrea Lutzu                                      |                                                   | Forza Italia (2013-2020)                          |                                                   | FI-RS-FdI-L. civiche                              | 26 giugno 2017                                    | 16 giugno 2022                                    | Elezione 2017                                     |
|                                                      | Andrea Lutzu                                      | Fratelli d'Italia (2020-2022)                     |                                                   |                                                   | FI-RS-FdI-L. civiche                              | 26 giugno 2017                                    | 16 giugno 2022                                    | Elezione 2017                                     |
|                                                      | Massimiliano Sanna                                |                                                   | Riformatori Sardi                                 |                                                   | FdI-RS-PSd'Az-UdC-FI-L. civiche                   | 16 giugno 2022                                    | in carica                                         | Elezione 2022                                     |